# Leonardos Philaras
Leonardos Philaras (en grec moderne : Λεονάρδος Φιλαρᾶς), né en 1595 à Athènes et mort en 1673 à Paris, est un savant et diplomate grec.

## Biographie
Leonardos Philaras naquit à Athènes vers la fin du 16e siècle d’une famille noble, et vint faire ses études au Collège pontifical grec de Rome jusqu'en 1617,. Son savoir lui acquit bientôt une grande renommée ; et il mérita surtout l’estime des savants par ses connaissances dans les lettres grecques, ayant fait une étude particulière des conciles et des monuments de l’Église primitive. Le duc de Mantoue, Charles de Gonzague, l’employa en diverses occasions comme son envoyé auprès des papes Grégoire XV et Urbain VIII. Il fut connu du cardinal de Richelieu, qui le donna au duc de Parme, Édouard Farnèse : un tel suffrage efface tout autre éloge. Il résida successivement à Venise et à Paris, comme chargé d’affaires de ce prince. Il obtint en France la faveur du roi Louis XIII, de Gaston, duc d’Orléans, et de beaucoup d’autres grands de la cour. Vers 1653 il fit un voyage en Angleterre, et y vit Milton, dont il était déjà l’ami. Dans le recueil des lettres familières de ce poète illustre (Londres, 1674, in-8°) on en lit deux adressées à Philaras : elles sont remplies de témoignages de la plus haute estime. Ce fut sans doute à la réputation qu’il avait laissée à Venise qu’il fut redevable du choix que le Sénat fit de lui pour la place de garde de la Bibliothèque de Saint-Marc ; mais il ne put profiter de cette faveur ; il mourut avant d’avoir exercé ces fonctions à Paris, en 1673, de l’opération de la taille.

## Œuvres
On lui doit notamment une traduction en grec vulgaire et en latin du traité italien de la doctrine chrétienne par Bellarmin ; elle a paru sous ce titre : Doctrina christiana græco vulgari idiomate alias tractata, nunc vero litteris latinis mandata per L. V. Atheniensem, grec-latin, Paris, 1633, in-8°. Ce livre est dédié au cardinal de Richelieu.
Leonardos Philaras rédigea également un opuscule de 24 pages intitulé Ode in immaculatam conceptionem Deiparæ cum aliis quibusdam epigrammatibus, etc., Paris, 1644, in-4°. On n’en connaît à Paris qu’un seul exemplaire qui se trouve à la bibliothèque Mazarine. Cette ode avait été couronnée par l’Académie de Rouen ; elle parut avec une dédicace adressée à François de Harlay, archevêque de cette ville ; elle a été imprimée de nouveau dans le dernier Recueil de l’académie de Rouen, publié en 1784, in-8°, par M. l’abbé de Lurienne. On conserve encore de lui à la Bibliothèque nationale de France une copie in-4° de l’Anthologie appelée inédite. Toutes ces copies sont tirées du manuscrit palatin conservé aujourd’hui à la Bibliothèque apostolique vaticane. Celle de Philaras est plus ample que plusieurs autres copies connues ; elle est de sa main, ce qui n’empêche pas qu’elle n’offre beaucoup de fautes : l’ordre de l’original n’y est pas suivi. Malgré ces défauts, elle peut être utile par les nouvelles leçons qu’elle présente. À la suite, on trouve quelques pièces grecques de l’auteur. Son portrait fut gravé de son temps à Paris.